# Marcilly-en-Beauce
Marcilly-en-Beauce é uma comuna francesa na região administrativa do Centro, no departamento Loir-et-Cher. Estende-se por uma área de 6,32 km². Em 2010 a comuna tinha 364 habitantes (densidade: 57,6 hab./km²).